# Wilhelm Miklas
Wilhelm Miklas (Krems, 15 oktober 1872 – Wenen, 20 maart 1956), was een Oostenrijks politicus. 
Hij studeerde rechten te Wenen en was docent aan een gymnasium. Tijdens zijn studies was hij lid van K.Ö.St.V. Austria Wien, een Oostenrijkse studentenvereniging die lid was van het Cartellverband der katholischen deutschen Studentenverbindungen. Van 1907 tot 1918 was hij afgevaardigde in de Rijksraad (Oostenrijks parlement) voor de Christelijk-Sociale Partij. In oktober 1918 werd hij lid van de Staatsraad. Van 1918 tot 1920 was hij lid van de Provisionele Nationale Vergadering van de Oostenrijkse Republiek en lid van de grondwetgevende vergadering.
Bij de verkiezingen van 1920 werd Miklas in de Nationale Vergadering (parlement) gekozen (lid tot 1928). Van 1923 tot 1928 was hij parlementsvoorzitter. In 1928 werd Miklas Bondspresident van de republiek. Tijdens de machtsgreep van Engelbert Dollfuss in 1933 trad Miklas niet op en speelde ook verder in de Dollfuss-dictatuur een rol als statist, wat hem tot op de dag van vandaag omstreden maakt.
In maart 1938 verzette hij zich sterk tegen de Duitse dreiging en de 'anschluss'. Hij weigerde - ondanks de Duitse dreiging - om Arthur Seyss-Inquart tot minister van Binnenlandse Zaken of bondskanselier te benoemen. Uiteindelijk zwichtte hij op 12 maart toch voor de Duitse druk, maar trad een dag later als Bondspresident af, om zo het anschluss-verdrag niet te hoeven ondertekenen. Tijdens de nazi-dictatuur werd Miklas met rust gelaten, hij ontving zelfs zijn pensioen. Miklas speelde na de Tweede Wereldoorlog geen politieke rol meer.